# Mietraching (Bad Aibling)
Mietraching ist ein Stadtteil von Bad Aibling in Bayern. Es liegt nordwestlich der Stadtmitte am rechten Ufer der Glonn.

## Geschichte

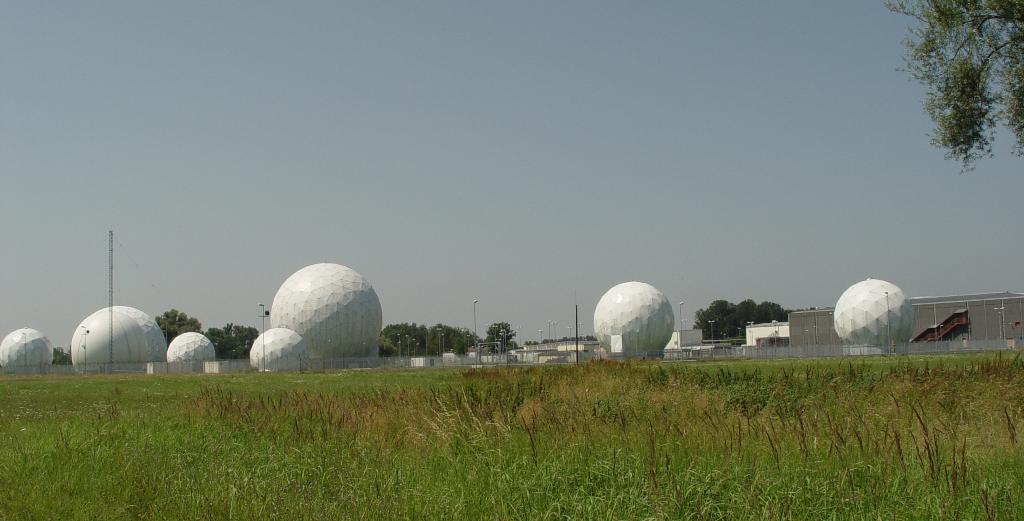
Bad Aibling Station in Mietraching

Mietraching war bereits in bajuwarischer Zeit besiedelt, als sich der Edle Muotrich dort niederließ. Erstmals urkundlich wurde der Ort auf dem Gerichtstag zu Aibling im Jahre 804 erwähnt. Damals wurde ein Rechtsstreit um die Kirche zu Gunsten des Stifts Chiemsee entschieden, nachdem Tassilo dieselbe zuvor dem Hofstift Freising entzogen hatte. Seit 1315 ist die Mietrachinger Kirche als Tochterkirche der Pfarrei Aibling erwähnt; sie hatte bereits ein eigenes Begräbnisrecht.
Im ausgehenden Mittelalter stellte Mietraching eine eigene Hauptmannschaft im Amt Aibling im Aiblinger Landgericht, zu der auch die Ortschaften Markfeld (zwei Anwesen) und Thürham (ein Anwesen) gehörten. Im Jahre 1818 wurde Mietraching durch die bayerische Verwaltungsreform zu einer eigenen Gemeinde, zu der die Ortsteile Adlfurt, Harthausen, Lohholz, Markfeld, Thürham, Unterheufeld, Zell und das Gebiet der späteren Stadt Kolbermoor, die am 27. August 1863 ausgegliedert wurde, gehörten.
In den 1930er-Jahren wurde auf Befehl der NS-Regierung erneut ein größeres Gebiet ausgegliedert und in die Stadt Bad Aibling eingemeindet. Auf diesem Grund wurde in Vorbereitung des Zweiten Weltkrieges der Fliegerhorst Bad Aibling errichtet, der nach dem Kriege von US-amerikanischen Truppen besetzt wurde und zur späteren Bad Aibling Station ausgebaut wurde, die bis 2004 als Abhörbasis des Echelon-Systems in amerikanischer Hand war und teils auch vom Bundesnachrichtendienst und von britischen Geheimdiensten benutzt wurde.
Die Selbständigkeit der Gemeinde Mietraching währte bis zur Eingemeindung in die Stadt Bad Aibling, die am 1. Mai 1978 in Kraft trat. Der Ort hat sich bis heute eine gewisse Eigenständigkeit erhalten.
Auf dem Gelände der ehemaligen Bad Aibling Station entstand ab 2010 die Nullenergiestadt Mietraching. Außerdem findet dort jährlich das Echelon Festival statt. In der angrenzenden Mangfall-Kaserne ist eine Außenstelle des Bundesnachrichtendienstes (BND) untergebracht.

## Einwohnerentwicklung
1910: 0804

1925: 0865

1933: 0902

1939: 1037

2004: 0709

## Sehenswürdigkeiten
- Kirche St. Vitus
- Ehemalige Bad Aibling Station (sog. "US-Kaserne") als Teil des Echelonnetzwerks (jetziges B&O Gelände)